# Lijst van voetbalinterlands Bulgarije - Letland
Deze lijst van voetbalinterlands is een overzicht van alle officiële voetbalwedstrijden tussen de nationale teams van Bulgarije en Letland. De landen speelden tot op heden drie keer tegen elkaar. De eerste ontmoeting, een vriendschappelijk wedstrijd, werd gespeeld in Sofia op 24 mei 1939. Het laatste duel, eveneens een vriendschappelijke wedstrijd, vond plaats op 12 augustus 2009 in de Bulgaarse hoofdstad.

## Wedstrijden
| № | Plaats  | Datum            | Competitie        | Wedstrijd           | Uitslag |
| - | ------- | ---------------- | ----------------- | ------------------- | ------- |
| 1 | Sofia   | 24 mei 1939      | Vriendschappelijk | Bulgarije – Letland | 3 – 0   |
| 2 | Larnaca | 6 februari 2007  | Vriendschappelijk | Bulgarije – Letland | 2 – 0   |
| 3 | Sofia   | 12 augustus 2009 | Vriendschappelijk | Bulgarije – Letland | 1 – 0   |

## Samenvatting
| Competitie        | Totaal gespeeld | Winst Bulgarije | Gelijk | Winst Letland | Doelsaldo Bulgarije – Letland |
| ----------------- | --------------- | --------------- | ------ | ------------- | ----------------------------- |
| Vriendschappelijk | 3               | 3               | 0      | 0             | 6 − 0                         |
| Totaal            | 3               | 3               | 0      | 0             | 6 − 0                         |

Wedstrijden bepaald door strafschoppen worden, in lijn met de FIFA, als een gelijkspel gerekend.